# كارلو بيساكاني
كارلو بيساكاني (بالإيطالية: Carlo Pisacane)‏ هو ممثل إيطالي (وحمل سابقاً جنسية مملكة إيطاليا)، ولد في 2 فبراير 1889 في نابولي في إيطاليا، وتوفي في 9 يونيو 1974 في روما في إيطاليا.

## وصلات خارجية
- كارلو بيساكاني على موقع IMDb (الإنجليزية)
- كارلو بيساكاني على موقع ألو سيني (الفرنسية)
- كارلو بيساكاني على موقع أول موفي (الإنجليزية)
- كارلو بيساكاني على موقع قاعدة بيانات الأفلام السويدية (السويدية)
- كارلو بيساكاني على موقع قاعدة بيانات الفيلم (الإنجليزية)
- كارلو بيساكاني على موقع كينوبويسك (الروسية)